# Лавер, Сэмюэл
Сэмюэл Лавер (англ. Samuel Lover, 24 февраля 1797 — 6 июля 1868) — ирландский поэт-песенник, композитор, романист и художник-портретист. Дед композитора и дирижёра Виктора Херберта.

## Биография
Родился в Дублине, где получил образование в школе Самуэля Уайта. В 1830 году стал секретарём Королевской академии гибернов. В 1835 году он переехал в Лондон, где начал писать музыку для комедийных театральных постановок. Лавер также стал автором ряда песен, ряд которых, как «Шепот ангела», «Молли Бэун» и «Четырехлистник» — достигли большой популярности. Написал несколько романов, наиболее известными из которых стали «Рори О’Мур» (1837) и «Ловкий Энди» (1841). Умер в городе Сент-Хелиер на острове Джерси.